# Emīlija Gruzīte
Emīlija Gruzīte, née Emīlija Upīte le 7 septembre 1873 dans le Rajons de Madona et morte en mars 1945 à Riga, est l'une des premières femmes peintres lettones au début du XXe siècle,, attirant l'attention du public, de l'Unité des artistes indépendants et des journalistes.

## Biographie
Emīlija Gruzīte est née le 7 septembre 1873 dans le manoir familial. Elle apprend la peinture avec ses professeurs de la paroisse et d'école. À Riga, ville des écrivains et des journalistes, elle devient une étudiante de Vilhelms Purvītis sur les recommandations de Rūdolfs Blaumanis. 
En 1897, Emīlija Upīte a épousé Alfrēds Gruzīte, le rédacteur et journaliste des journaux Dienas Lapa, Kuldīgas Vēstnesis et Kurzemnieks.
Elle expose pour la première fois en 1903 avec d'autres artistes et en solo, en 1907. Elle continue d'exposer jusqu'à la Première Guerre mondiale et écrit sur l'art pour des journaux (Kuldīgas vēstnesis, Sieviete). Son poème Tevi atstāju est mis en musique par Emīls Dārziņš.
Elle fait partie des artistes de l'exposition Âmes sauvages au Musée d'Orsay en 2018.
Elle meurt en mars 1945 à Riga.